# Anna Schödl
Anna Schödl (* 3. April 1795 in Mies; † 6. Juni 1870 in Mies) war im 19. Jahrhundert eine Wohltäterin der Stadt Mies in Böhmen. Die Stadt Mies benannte eine Gasse nach ihr.
Die unverheiratete Anna Schödl erhielt in der Stadt einen Ehrenplatz, weil sie durch zahlreiche Spenden an die Kirche, die Schulen und sich in besonderer Weise den Armen der Stadt zuwendete. Schon im Jahre 1859 ließ sie ihr eigenes Grab restaurieren und bestimmte dann später in ihrem Testament vom 22. Januar 1868, dass ein jährlicher Betrag der Erhaltung diene. Ebenso spendete sie die Summe zur Herstellung der Kirchhofmauer. Am 15. Oktober 1860 machte sie zwei Stiftungen für zwei fleißige unbemittelte Mieser Studenten. Für die Mieser Mädchenschule testierte sie ein Kapital mit der Anordnung an, dass jährlich arme Mädchen unentgeltlich in der Hauswirtschaft unterrichtet würden. Ebenso erhielt die Realschule einen Betrag, damit jährlich die nötigen Bücher für arme Schüler angekauft werden konnten. Sie bemerkte, dass viele Schüler aus ärmeren Verhältnissen sehr schlechte oder keine Schuhe trugen. Sie ließ einen Schuster für sich arbeiten, damit diese Kinder mit Schuhen in die Schule gehen konnten.
Der Mieser Dekanalkirche spendete sie 1862 den Seitenaltar zur schmerzhaften Mutter Gottes und einen hochwertigen Teppich für die Stufen des Hochaltars.
| Personendaten    | Personendaten |
| ---------------- | ------------- |
| NAME             | Schödl, Anna  |
| KURZBESCHREIBUNG | Mäzen         |
| GEBURTSDATUM     | 3. April 1795 |
| GEBURTSORT       | Mies          |
| STERBEDATUM      | 6. Juni 1870  |
| STERBEORT        | Mies          |